# Dearing (Kansas)
Dearing es una ciudad ubicada en el de condado de Montgomery en el estado estadounidense de Kansas. En el año 2010 tenía una población de 431 habitantes y una densidad poblacional de 190 personas por km².

## Geografía
Dearing se encuentra ubicada en las coordenadas 37°3′29″N 95°42′35″O / 37.05806, -95.70972 (37.058083, -95.709824).

## Demografía
Según la Oficina del Censo en 2000 los ingresos medios por hogar en la localidad eran de $27,361 y los ingresos medios por familia eran $30,417. Los hombres tenían unos ingresos medios de $28,472 frente a los $20,139 para las mujeres. La renta per cápita para la localidad era de $12,745. Alrededor del 14.2% de la población estaban por debajo del umbral de pobreza.